# Koreanischer Lebensbaum
Der Koreanische Lebensbaum (Thuja koraiensis Nakai, Syn.: Thuja odorata Doi non Marshall), auch Korea-Lebensbaum oder Korea-Thuja genannt, ist eine Pflanzenart in der Gattung der Lebensbäume (Thuja) aus der Familie der Zypressengewächse (Cupressaceae).

## Verbreitung
Das natürliche Verbreitungsgebiet des Koreanischen Lebensbaums sind die Gebirge Koreas, wo er meist nur strauchartig wächst. Auch in Jilin in China kommt er vor. In Mitteleuropa ist er winterhart und wird als niedrigwüchsiger, schattentoleranter Zierstrauch verwendet.

## Beschreibung
Der Koreanische Lebensbaum ist ein immergrüner Strauch oder kleiner Baum, der Wuchshöhen von zehn Meter und Stammdurchmesser von 80 Zentimeter erreicht. Die Borke ist rötlich-braun. Die Blätter sind schuppenartig. Besonderes Merkmal sind die weißen Unterseiten der Zweiglein. Der Koreanische Lebensbaum ist einhäusig getrenntgeschlechtig (monözisch). Die männlichen Zapfen sind purpurfarben, halbkugelig und zwei bis drei Millimeter groß. Die weiblichen Zapfen werden bei Reife dunkelbraun und sind sieben bis zehn Millimeter lang und haben einen Durchmesser von sechs bis acht Millimeter. Die etwa vier Millimeter langen und 1,5 Millimeter breiten Samen besitzen einen 1 bis 1,5 Millimeter breiten Flügel. Die Bestäubung erfolgt im Mai und die Samenreife im September des gleichen Jahres.
Die Chromosomenzahl beträgt 2n = 22.